# SC-SA-9
La SC-SA-9 es una carretera perteneciente a la Red de Carreteras Sin Clasificar de la Junta de Castilla y León que une la localidad de Cantalapiedra con su Estación de Ferrocarril.

## Origen y Destino
La carretera  SC-SA-9  tiene su origen en el casco urbano de Cantalapiedra en la intersección con las carreteras  SA-800  y  DSA-700 , y termina en la  Estación de Cantalapiedra  formando parte de la Red de carreteras de Salamanca.